# Parafia Zaśnięcia Przenajświętszej Bogurodzicy w Katowicach
Parafia greckokatolicka pw. Zaśnięcia Przenajświętszej Bogurodzicy w Katowicach – parafia greckokatolicka w Katowicach 
 Parafia należy do eparchii wrocławsko-koszalińskiej i znajduje się na terenie dekanatu katowickiego.

## Historia parafii
Parafia Greckokatolicka pw. Zaśnięcia Przenajświętszej Bogurodzicy funkcjonuje od 1958 r., księgi metrykalne są prowadzone od roku 1958.

## Świątynia parafialna
Nabożeństwa odbywają się w kaplicy Św. Józefa przy rzymskokatolickim kościele garnizonowym pw. Św. Kazimierza Królewicza.